# Пуркару (Горж)
Пуркару (рум. Purcaru) насеље је у Румунији у округу Горж у општини Саулешти. Oпштина се налази на надморској висини од 220 m.

## Становништво
Према подацима из 2002. године у насељу је живело 185 становника, од којих су сви румунске националности.